# Histoires écologiques
Histoires écologiques est le seizième tome, et le quatrième volume de la deuxième série, de La Grande Anthologie de la science-fiction.
Préfacé par Gérard Klein, le recueil, qui réunit douze nouvelles parues entre 1958 et 1973, a été publié en 1983.
La page de couverture représente un voilier naviguant sur une mer jonchée de morceaux de bois et de plastique issus d'un naufrage ou d'une catastrophe écologique.

## Publication
- Gérard Klein (dir.), Histoires écologiques, Le Livre de poche no 3778, 1983, 410 p.  (ISBN 2-253-02600-X).

## Extraits de la préface
« Vaisseau spatial Terre : aucune expression ne convoie mieux la limite du monde biologique et humain, entretenant dans une orbe close  [sic] une multitude de relations et de complémentarités. Une image mille fois reproduite la symbolise : celle, renvoyée de l'espace par les satellites, de ce disque bleuté emmailloté de nuages. Paradoxalement, au moment où l'homme s'arrache de la Terre et s'ouvre peut-être le chemin d'autres astres, il découvre dans le miroir du vide qu'il n'a qu'une demeure, limitée et par suite épuisable et destructible. (...)

C’est dans la littérature aux confins de la science et bientôt dans la science-fiction moderne qu’il faudrait rechercher les origines du mouvement d’idées, bouillonnant et ambigu, que l’on baptise aujourd’hui écologisme. Il est difficile de lui assigner un point de départ. L’idée que la Terre est un être vivant est proprement mythologique ; celle que la biosphère forme un tout dont les éléments sont interdépendants est alchimique avant d’être scientifique. Un temps même, en isolant des catégories, la science classificatrice incite à perdre de vue les interrelations. (...)
Naïf ou élaboré, agaçant ou émouvant, ce prophétisme littéraire rejoint et alimente quelque peu la foule des prophétismes religieux, politiques ou parascientifiques dont l'une des voix les plus assurées est celle de la revendication verte, de l'écologisme. (…)

Car c'est au fond d'un autrement vivre que procède toute la démarche écologiste. Adapter le monde, s'adapter au monde, s'il est possible…  »
— Extraits de la préface, p. 5, 6, 8 et 13

## Liste des nouvelles

### Les Oiseaux
- Titre original : The Birds
- Auteur : Thomas Disch
- Situation dans le recueil : p. 15 à 24
- Traduction : Frank Straschitz
- Nouvelle parue en 1972.
- Résumé : La nouvelle évoque la pollution causée par les humains vue par deux canards, Curtis et Daffy, qui supportent la souffrance de voir mourir leurs canetons, de manquer de nourriture, d'être traumatisés par les voitures et les avions. Les deux canards meurent à la fin de la nouvelle, l'un des suites d'un combat avec un rat, l'autre en raison du souffle d'un avion à réaction.

### À la queue!
- Titre original : In the Queue
- Auteur : Keith Laumer
- Situation dans le recueil : p. 25 à 37
- Traduction : Bernard Raison
- Nouvelle initialement parue dans Orbit n°7, 1970.
- Résumé : Dans cette brève nouvelle d'une douzaine de pages, l'auteur décrit une société bureaucratique où le fait d'attendre dans une file d'attente (« faire la queue ») relève de l'obligation sociale, mais aussi de la torture. Des règles précises existent pour garder sa place dans la file ; on peut vendre sa place ; la laisser à ses héritiers ; il existe même une police de la file pour régler les différends entre les gens qui attendent ! Gare à celui qui est allé aux toilettes en dehors de la pause réglementaire, ou qui, arrivé enfin devant le bureau pour lequel il a tant attendu, découvre qu'il n'a pas tous les documents exigés et doit recommencer l'attente depuis le début… À l'inverse, quand l'attente a pris fin et qu'on quitte désormais la queue, on ne sait plus trop quoi faire, ni où aller : le plus simple est alors de retourner attendre au sein d'une queue…

### Coureur de dot
- Titre original : Fortune Hunter
- Auteur : Poul Anderson
- Situation dans le recueil : p. 38 à 55
- Traduction : Paul Hébert
- Nouvelle parue dans Infinity Four en 1972
- Résumé : Sur cette planète surpeuplée et polluée, Pete est un cinéaste qui a été chargé de réaliser un documentaire sur l'une des dernières grandes forêts inhabitées de la planète. Prenant goût à ce paysage envoûtant, à cette solitude calme, il souhaite de toutes ses forces rester dans cette zone. Un seul moyen pour y arriver : séduire Jo, une écologue qui, comme lui, a reçu la permission dérogatoire de venir dans la zone protégée. Il se met donc à séduire la belle, qui finalement l'éconduit. Il est obligé de retourner vivre une existence banale dans une ville noirâtre, avec comme compagnie une épouse qu'il n'aime pas vraiment.

### Dans le silence du soir
- Titre original : Soundless Evening
- Auteur : Lee Hoffman (en)
- Situation dans le recueil : p. 56 à 62
- Traduction : Henry-Luc Planchat
- Parution initiale dans Again, Dangerous Visions en 1972.
- Résumé : Dans cette Terre surpeuplée, on a trouvé « la » solution pour éviter que la population mondiale ne croisse trop rapidement : tout être humain n'a droit qu'à un seul enfant. Ainsi un couple peut avoir deux enfants, mais pas plus. Tout enfant surnuméraire, au-delà de l'âge de 5 ans, est tué par injection d'un poison. La nouvelle, en six pages denses et émouvantes, évoque la situation de Winston et de Thea, qui ont une fillette, Lorette, qui aura cinq ans le lendemain. Pour se conformer à la loi et éviter tout souci avec l'Administration de la Vie, Winston doit donner une petite pilule de poison à Lorette. Il se soumet à la loi, bien sûr. Bientôt, les services de sécurité viendront récupérer le cadavre de la fillette. La nouvelle se conclut sur cette phrase : « Brusquement, sans qu'il puisse en comprendre la raison, Winston se mit à pleurer. ».

### Le Jour des statisticiens
- Titre original : Statistician's Day
- Auteur : James Blish
- Situation dans le recueil : p. 63 à 76
- Traduction : Paul Hébert
- Nouvelle initialement parue dans Science Against Man, 1970.
- Résumé : Dans cette Terre surpeuplée, on a trouvé « la » solution pour éviter que la population mondiale ne croisse trop rapidement : le « Contrôle universel de la population » et la « Stabilisation ». Wiberg est chargé d'aller interviewer Edmund Darling et de mettre à jour sa fiche biographique, dans l'éventualité de son décès. L'homme est âgé et pourrait disparaître à court terme. Wiberg se présente donc chez Darling, qui le reçoit. Le vieil homme s'attendait à cette visite, et développe une théorie qu'il a mis des années à élaborer : si l'on considère que le Pouvoir veut stabiliser et contrôler la population, il s'occupe évidemment des naissances. Ce fait est connu de tous. Mais Darling a acquis la certitude qu'il contrôle aussi les décès. Ayant observé les statistiques des décès sur les vingt dernières années, il a constaté que la « régulation par la mortalité » (concrètement, par des assassinats ciblés) ne se fait pas en fonction de l'âge des gens, mais en fonction de leur profession. Telle semaine, tel jour, les membres de telle profession subissent des « pertes massives » (avion qui s'écrase, navire qui coule, fuite de gaz qui détruit un hôtel, etc). Pour Darling, l'arrivée de Wiberg est le signe qu'il va prochainement être assassiné, avec d'autres personnes de sa profession. Darling rétorque que ce n'est pas du tout vrai et que Darling se trompe. Ce dernier lui explique qu'il n'a pas peur de la mort, qu'il a vécu une longue vie bien remplie et, qu'atteint d'une maladie incurable, la mort sera une délivrance. Il déclare alors à Wiberg qu'il a déterminé, grâce à des calculs statistiques très poussés, la date de son décès : ce devrait être le 14 avril prochain. Il s'attend donc à mourir aux alentours de cette date. Mais il a aussi déterminé qu'à la date du 3 novembre prochain, de nombreux membres de la profession à laquelle appartient Wiberg vont sans doute décéder. En effet, le contrôle universel de la population s'applique à tout le monde, y compris aux rédacteurs des nécrologies, et y compris aux statisticiens qui déterminent les dates de décès des gens…

### Écumeurs des mers
- Titre original : Shark Ship
- Auteur : Cyril M. Kornbluth
- Situation dans le recueil : p. 77 à 130
- Traduction : Dominique Abonyi
- Nouvelle initialement parue dans Vanguard Science Fiction no 1, juin 1958.
- Résumé :

### La Tour des damnés
- Titre original : Total Environment
- Auteur : Brian Aldiss
- Situation dans le recueil : p. 131 à 197
- Traduction : Guy Abadia
- Nouvelle initialement parue dans Galaxy Magazine n°151, février 1968.
- Résumé :

### Soixante-dix ans de decpop
- Titre original : Seventy Years of Decpop
- Auteur : Philip José Farmer
- Situation dans le recueil : p. 198 à 278
- Nouvelle initialement parue dans Galaxy Magazine n°192, Juillet-août 1972.
- Traduction : Charles Canet
- Résumé : Le héros de la nouvelle est Jackson Canute, directeur d'une entreprise américaine qui fabrique des petits pots pour bébés. Une catastrophe vient de survenir : un inventeur fou (ou génial ?) nommé Jacob Clabb a trouvé le moyen de diffuser dans l'atmosphère une substance qui rend stérile 99,99 % des humains. Pour les contaminés, la situation est définitive et irréversible. L'humanité débute donc une phase de décroissance de population (« decpop »), qui va à l'encontre de tous les schémas économiques, politiques, démographiques et sociaux connus depuis des millénaires, fondés sur l'augmentation régulière de la population. La société ne va pas changer immédiatement ; mais tout simplement, il ne naîtra que quelques centaines d'enfants aux États-Unis par an au lieu de plusieurs centaines de milliers. La nouvelle évoque les changements sociaux et économiques induits par ce nouvel état de fait, vus à travers le quotidien de Jackson Canute et de ses épouses successives (Hélène, Jessica, etc). La société commerciale de Jackson va péricliter, et lui-même ne s'en sort qu'en devenant un agent du gouvernement chargé de veiller attentivement à ce que dans sa ville, les choses se passent le mieux possible. Une ville réservée aux « fertiles » américains, Nova City, est créée, et les personnes fertiles deviennent en quelque sorte une nouvelle élite sociale. Les années se passent, et le monde se dépeuple inexorablement. Cinq ans après le début de la decpop, toutes les garderies et écoles maternelles sont fermées ; vingt ans après, il n'y a plus de jeunes gens dans les rues. Quand la nouvelle se termine, Jackson Canute est âgé de 98 ans. Les habitants - jeunes et actifs - de Nova City ont pris le pouvoir dans le pays, et le président des États-Unis, âgé de trente ans, propose que le pays adhère à une sorte d'alliance mondiale où tous les citoyens du monde vivraient ensemble, parlant une seule langue. Mais le président se fait assassiner peu après, et Canute se dit que finalement, malgré les apparences, l'être humain ne change pas...

### Dans l’étable
- Titre original : In the Barn
- Auteur : Piers Anthony
- Situation dans le recueil : p. 279 à 327
- Traduction : Arlette Rosenblum
- Nouvelle initialement parue dans Again, Dangerous Visions, 1972
- Résumé :

### La Planète des spectres
- Titre original : Ghost Planet
- Auteur : Charles Fontenay
- Situation dans le recueil : p. 328 à 354
- Traduction : René Lathière
- Nouvelle initialement parue dans The Magazine of Fantasy & Science Fiction n°93, février 1959.
- Résumé :

### Écologie intégrée
- Titre original : Balanced Ecology
- Auteur : James H. Schmitz
- Situation dans le recueil : p. 355 à 383
- Traduction : Bruno Martin
- Nouvelle initialement parue dans Analog Science Fiction and Fact n°412, mars 1965
- Résumé :

### La Fin des magiciens
- Titre original : No Long Before the End (« pas loin de la fin »)
- Auteur : Larry Niven
- Situation dans le recueil : p. 384 à 402
- Traduction : René Lathière
- Nouvelle initialement parue dans The Magazine of Fantasy & Science Fiction n°215, avril 1969.
- Résumé : La nouvelle évoque un combat entre un Magicien et un Guerrier. Le Magicien est triste de constater que sa Magie utilise une force qui va en déclinant, inexorablement. Mais le déclin de ce pouvoir va permettre la naissance d'une autre civilisation, fondée sur une autre forme d'énergie : la fin de l'énergie de la Magie va donc voir l'éclosion de nouvelles formes d'énergie, de comportements, de mœurs, etc.